# Museum Terra Triassica Euerdorf

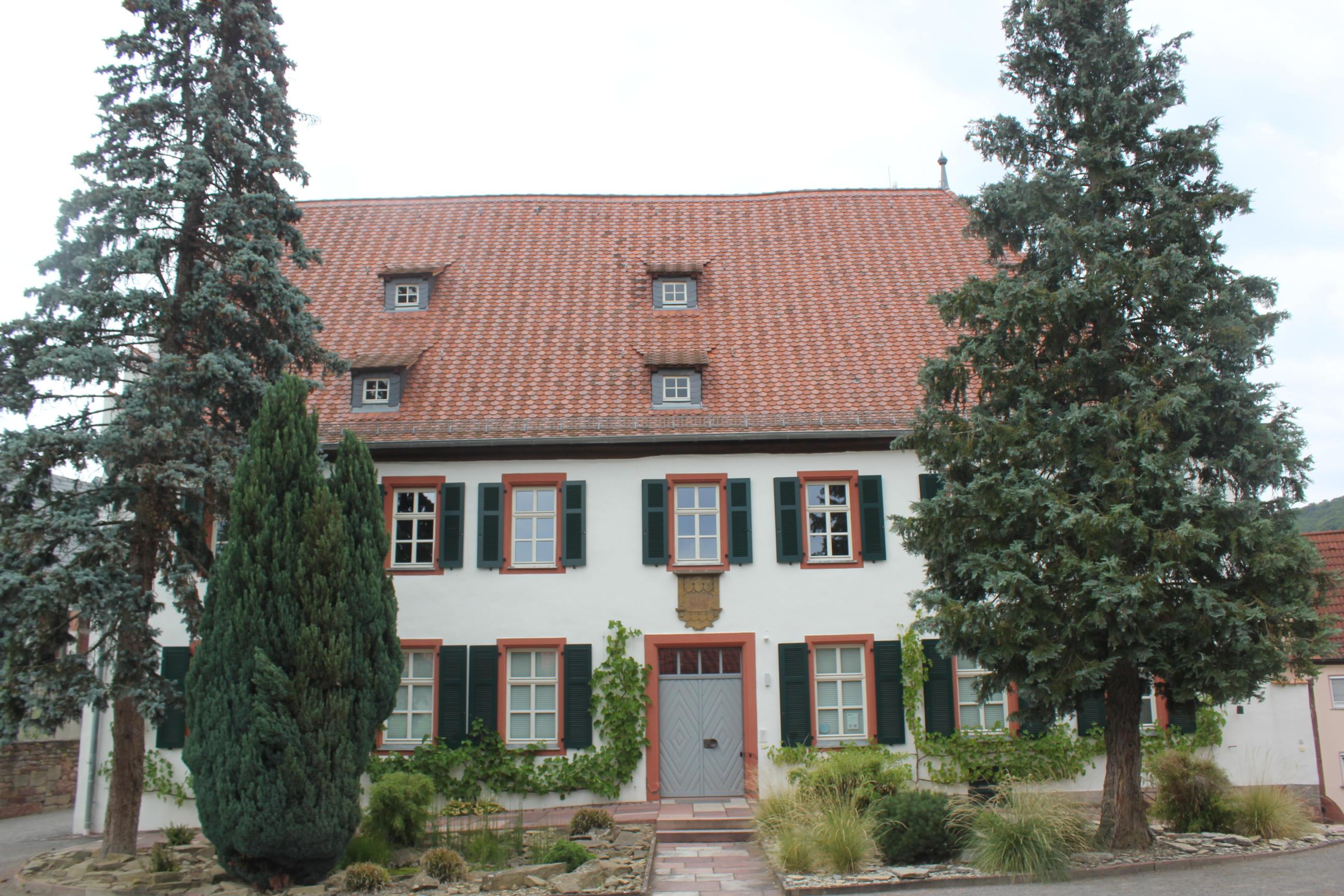
Museum Terra Triassica

Das Museum Terra Triassica in Euerdorf, Unterfranken, ist ein Museum mit erdgeschichtlichem Schwerpunkt der Germanischen Trias des Mitteleuropäischen Beckens.

## Geschichte

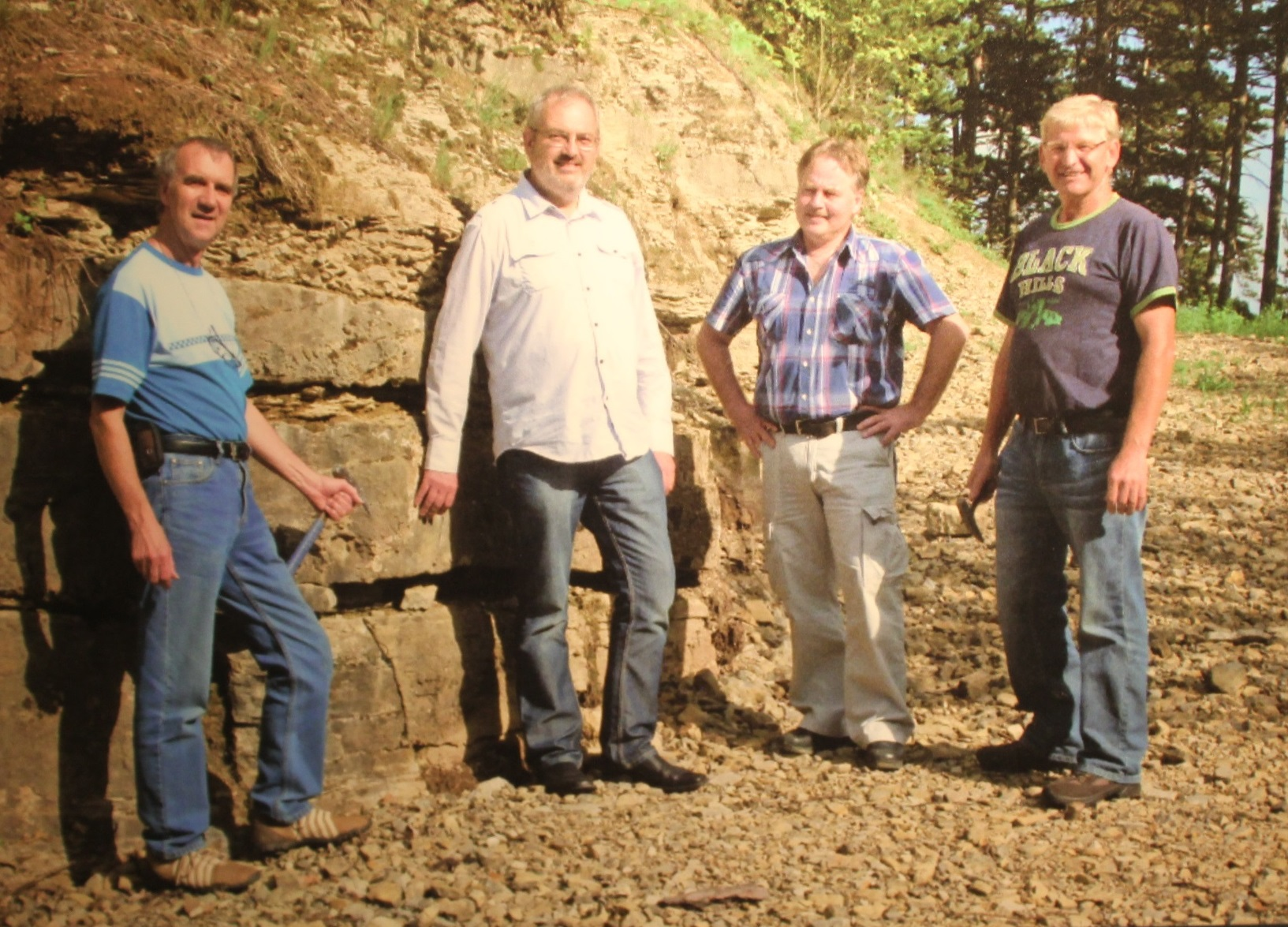
Das Team der Sammlung Mainfränkische Trias Euerdorf (von links nach rechts: Michael Henz, Horst K. Mahler, Jürgen Sell und Bernd Neubig)

Das Museum Terra Triassica wurde im Jagdschloss der Fürstäbte von Fulda (1598 erbaut), dem späteren alten Forsthaus (1885–1973), eingerichtet. Die Eröffnung des Museums fand im Jahr 2013 statt. Der Grundstock des Museums bildet die in über 40 Jahren zusammengetragene Trias-Fossilien-Sammlung der vier Sammler Jürgen Sell, Horst K. Mahler, Michael Henz und Bernd Neubig von der Gruppe Sammlung Mainfränkische Trias Euerdorf (SMTE).

## Dauerausstellung

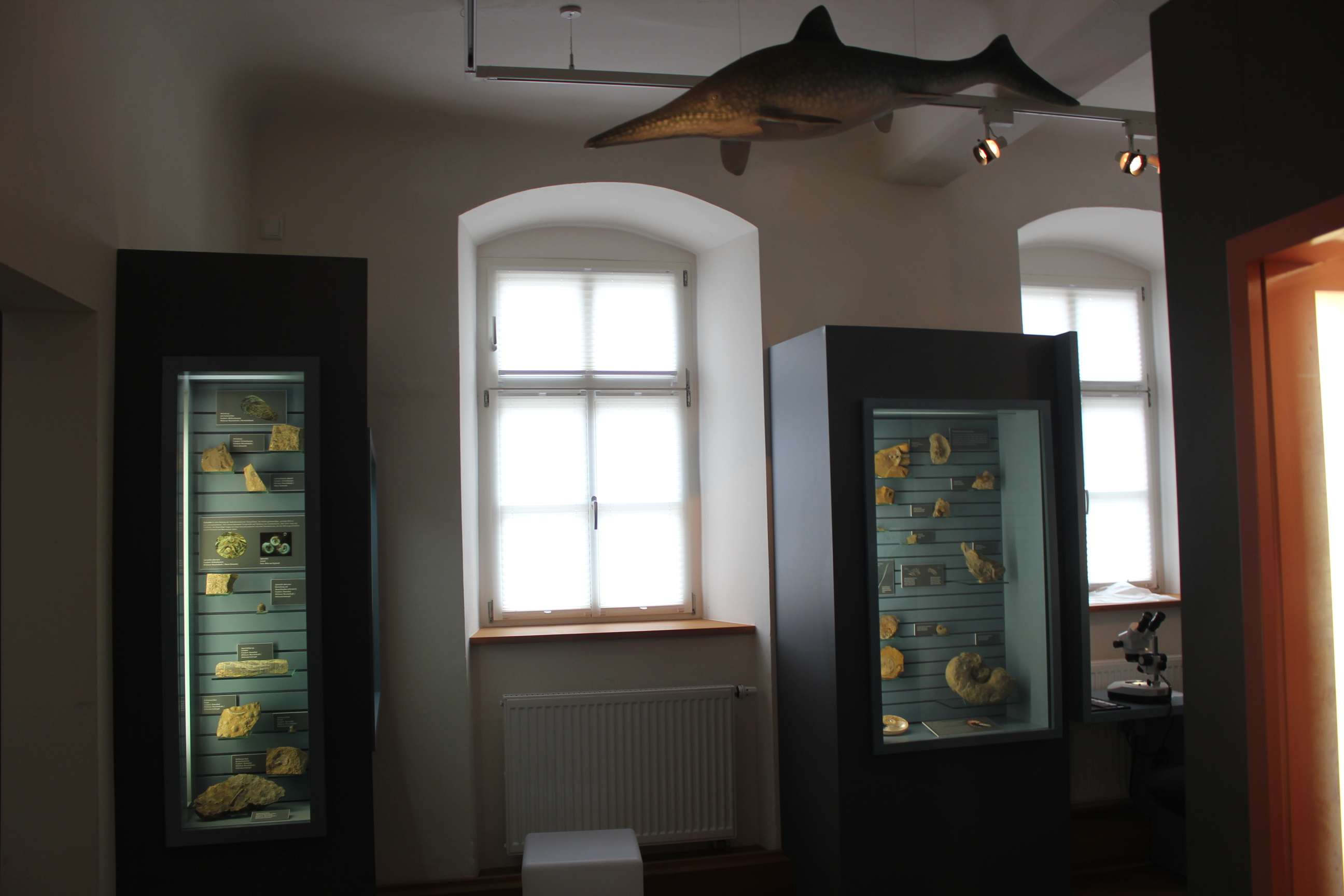
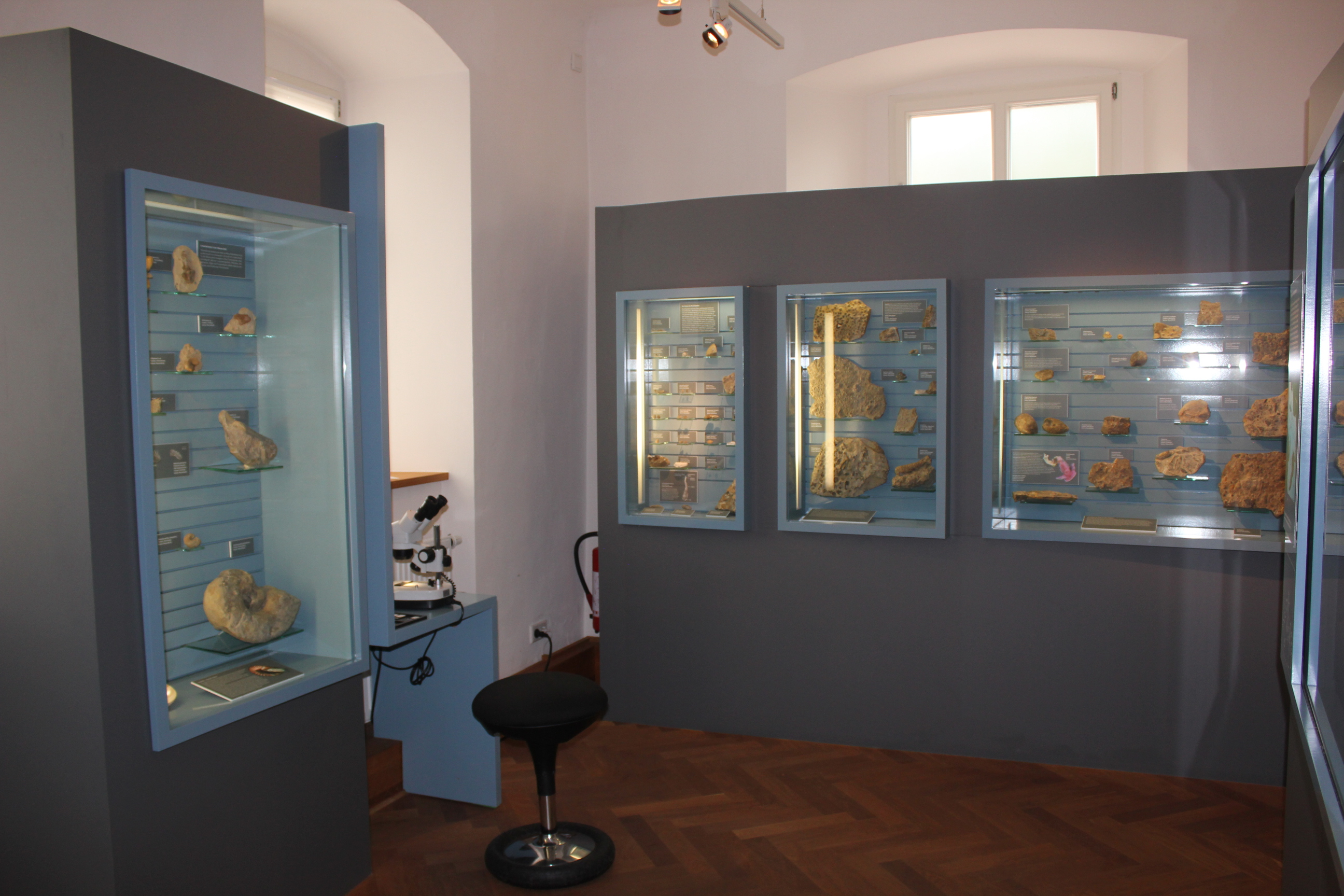
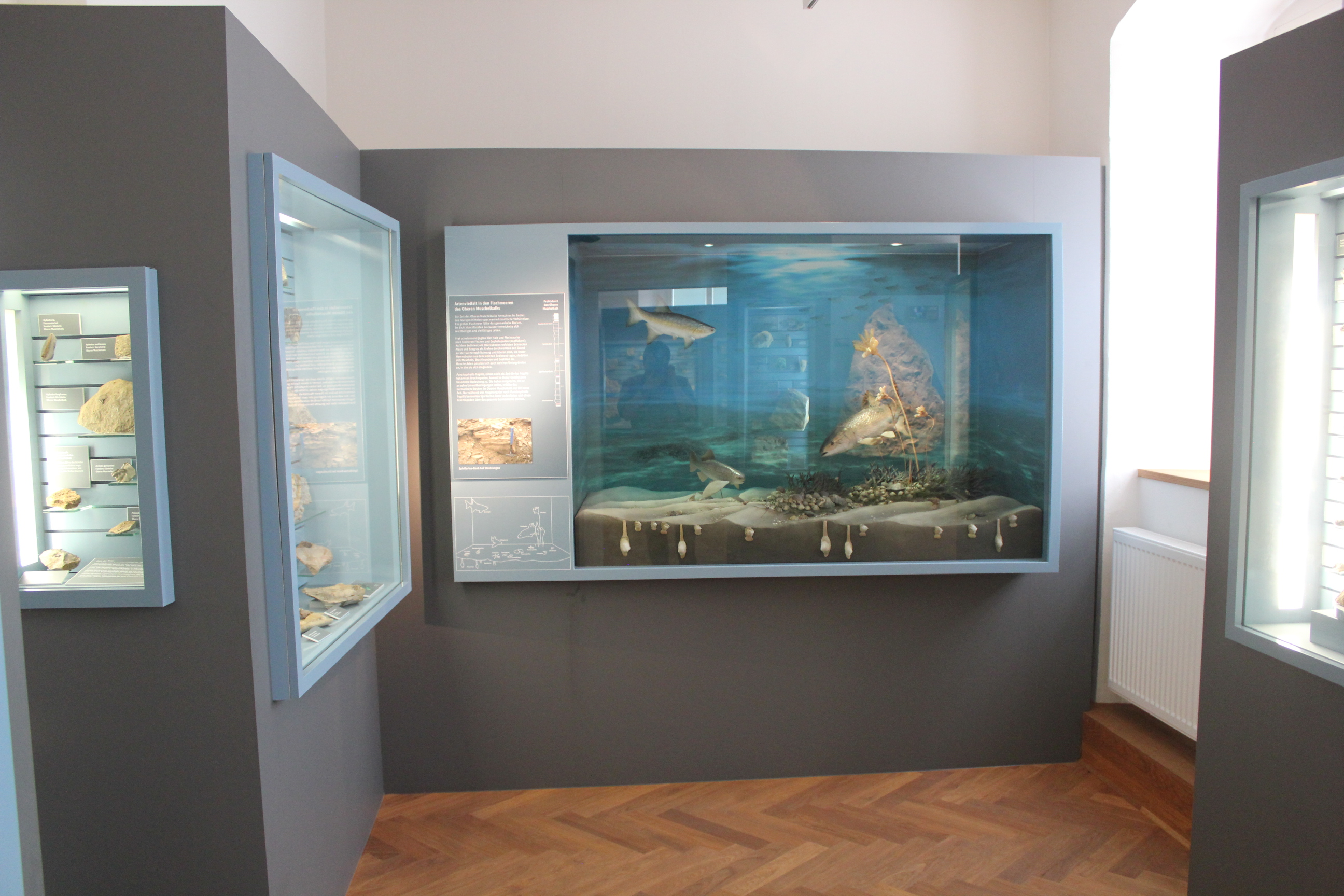

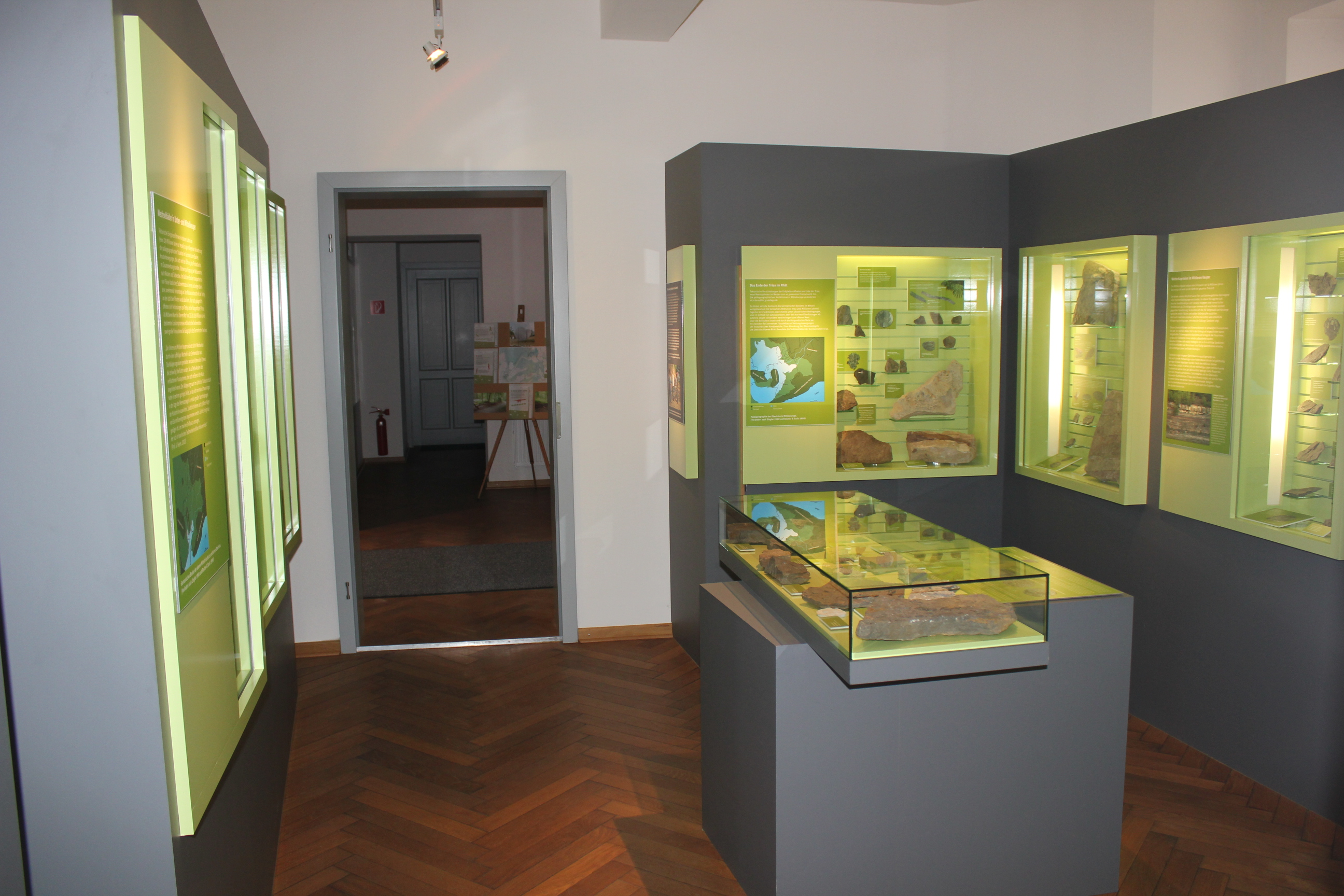
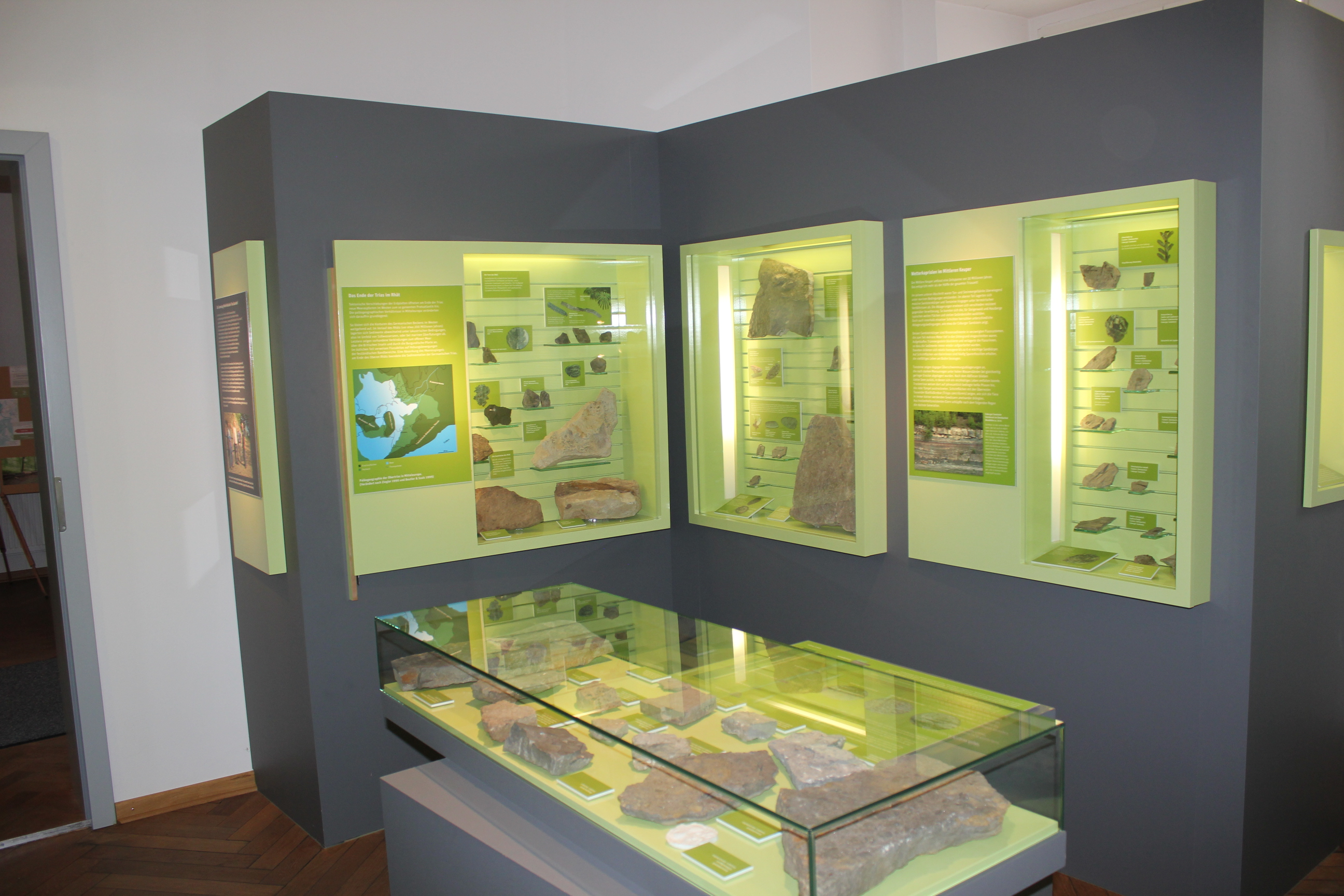
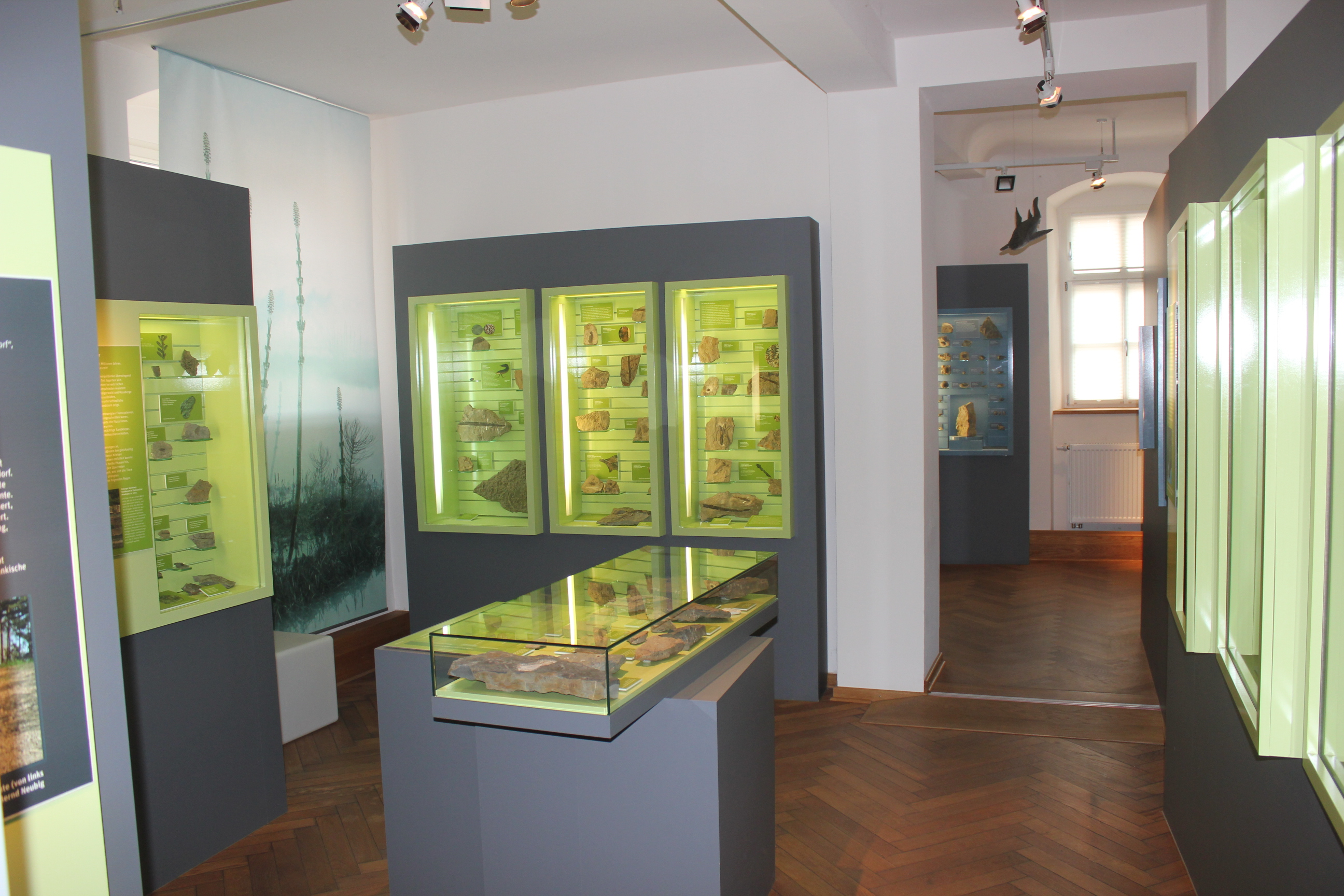

In der Dauerausstellung des Museums sind Versteinerungen ausgestellt, die den Wandel der triassischen Lebenswelt vor 252,5 bis 201,5 Millionen Jahren im Gebiet des heutigen Mainfrankens und der Rhön belegen. Die Veränderungen der Umweltbedingungen in diesem Raum, die hier lebenden Tiere und Pflanzen, ihr Aussterben oder Neuauftreten sowie ihr Leben in ihren Ökosystemen werden erläutert.
Der Ausstellungsrundgang wurde nach der klassischen Einteilung der Trias (Buntsandstein, Muschelkalk und Keuper) angelegt:

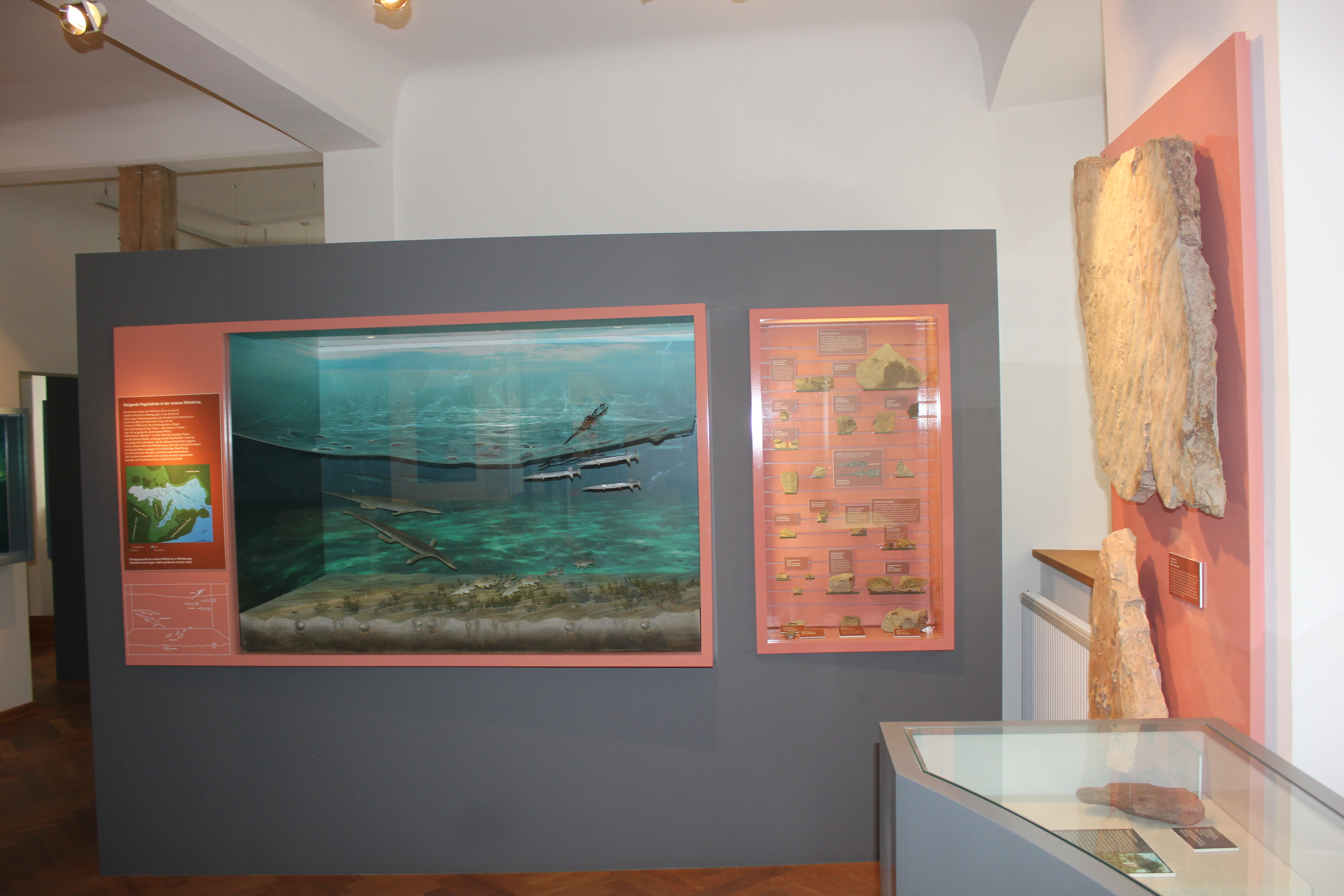
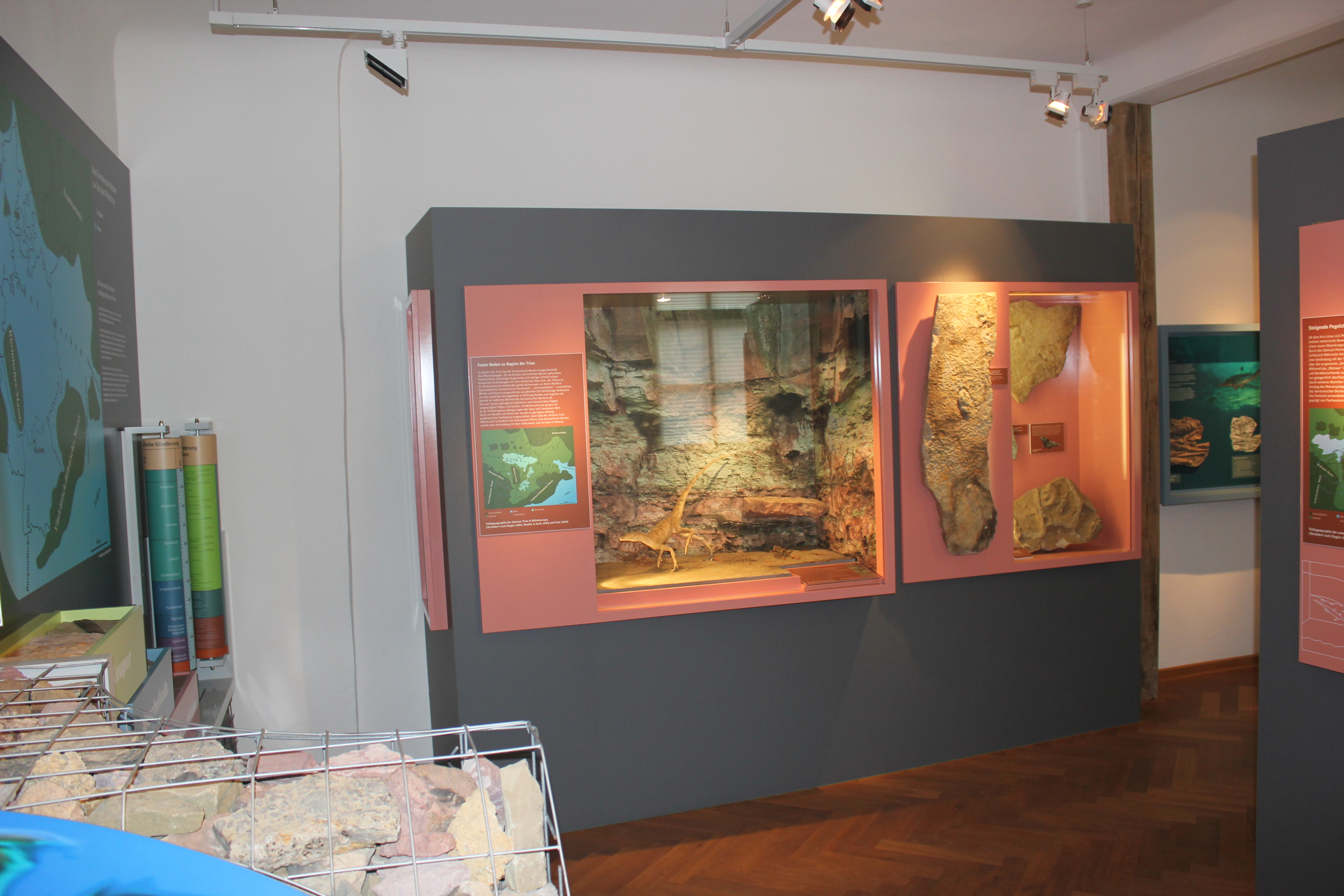
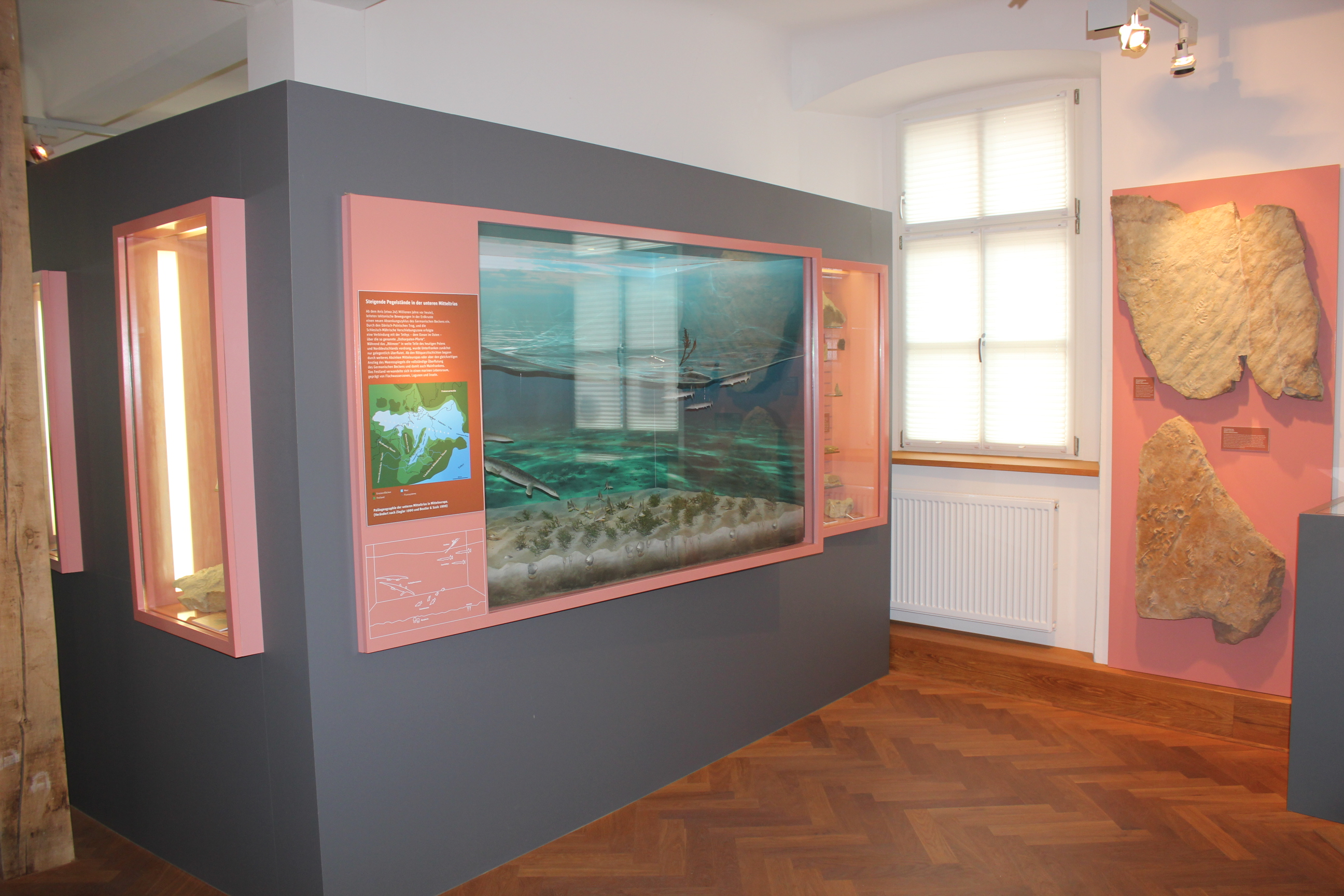

Ausstellungsbereich "Buntsandstein"
Ausstellungsbereich "Muschelkalk"
Ausstellungsbereich "Keuper"

## Lehrpfade
Angeschlossen an das Museum sind zwei geologische Lehrpfade („Weg durch die Zeit“ und „Panoramaweg Wein und Stein“) sowie fünf geologische Erlebnis-Punkte (Aufschlüsse im Buntsandstein und Muschelkalk).